# Mali šef: Obiteljski posao
Mali šef: Obiteljski posao (engleski: The Boss Baby: Family Business) američka je kompjuterski animirana komedija iz 2021. godine labavo zasnovana na slikovnici iz 2010. Mali šef i njenom nastavku iz 2016, Bossier Baby Marle Frazee, u produkciji DreamWorksa Animationa, a distribuira ga Universal Pictures. Drugi dio franšize Malog šefa i nastavak filma iz 2017. godine, film je režirao Tom McGrath, prema scenariju Michaela McCullersa s pričom McGratha i McCullersa, a glasove su posudili Alec Baldwin, James Marsden, Amy Sedaris, Ariana Greenblatt, Jeff Goldblum, Eva Longoria, Jimmy Kimmel i Lisa Kudrow. Radnja prati sada već odraslu braću Templeton (Baldwin i Marsden) koji se ponovno okupljaju nakon što je nova Mala šefica (Sedaris) zatražila njihovu pomoć kako bi spriječila profesora (Goldblum) u brisanju djetinjstva diljem svijeta.

## Hrvatska sinkronizacija
| Ime                       | Engleska inačica  | Hrvatska inačica |
| ------------------------- | ----------------- | ---------------- |
| Ted Templeton Jr/Mali Šef | Alec Baldwin      | Luka Peroš       |
| Ted Templeton Sr/Tata     | Jimmy Kimmel      | Ronald Žlabur    |
| Janica Templeton/Mama     | Lisa Kudrow       | Mila Elegović    |
| Magić                     | James McGrath     | Ervin Baučić     |
| Tim Andrea Templeton      | James Mardsen     | Marko Makovičić  |
| Tina Templeton            | Amy Sedaris       | Hana Hegedušić   |
| Tajana Templeton          | Ariana Greenblatt | Rina Radmilov    |
| Dr. Ervin Armstrong       | Jeff Goldblum     | Krešimir Mikić   |
| Carol Templeton           | Eva Longoria      | Petra Vukelić    |

Ostali glasovi: 
- Marko Ožbolt
- Mladen Vujčić
- Lovro Ivanković
- Goran Vrbanić
- Marko Jelić
- Sandra Hrenar
- Dora Jakobović
- Ana Ćapalija

- Sinkronizacija: Rubikon Sound Factory
- Prijevod dijaloga: Dinko Tomaš Brazzoduro
- Redatelj dijaloga: Luka Rukavina